# Rodrigo Aragão
Rodrigo Aragão (Guarapari, 1977) é um cineasta brasileiro.

## Biografia
Filho de um ex-mágico que também era dono de um pequeno cinema, começou ainda jovem a trabalhar com efeitos especiais, tendo colaborado com diversos filmes de curta-metragem e peças de teatro.
Criou em 2000 o espetáculo de terror itinerante Mausoleum. Em 2008 filmou seu primeiro longa-metragem, Mangue Negro, usando como locação o manguezal nos fundos da sua casa, em Guarapari. Rodado com um orçamento de R$ 50 mil, o filme usou o tema dos zumbis para denunciar o problema da degradação ambiental na área dos manguezais.

## Filmografia
- 2008 - Mangue Negro
- 2011 - A Noite do Chupacabras
- 2013 - Mar Negro[5]
- 2015 - As Fábulas Negras[6]
- 2018 - A Mata Negra[7]
- 2020 - O Cemitério das Almas Perdidas[8]

## Prêmio
- Melhor Direção por O Cemitério das Almas Perdidas no Fantaspoa[9].